# Commissionnaire
 (octobre 2024).
Si vous disposez d'ouvrages ou d'articles de référence ou si vous connaissez des sites web de qualité traitant du thème abordé ici, merci de compléter l'article en donnant les références utiles à sa vérifiabilité et en les liant à la section « Notes et références ».
Ne doit pas être confondu avec commissaire.
Un commissionnaire est celui dont le métier est de faire les commissions d'autrui et, particulièrement, de porter les messages et les bagages.
Un commissionnaire est aussi une personne rémunérée pour son travail ou ses prestations principalement par des commissions (primes, primes sur l'intéressement).
En finances, les risques d'un commissionnaire sont inférieurs à ceux d'un revendeur ou inférieurs au coût d'une implantation locale (succursales, filiales...). C'est pourquoi, leurs commissions sont inférieures à ces autres coûts.

## France
Les commissionnaires sont régis par les articles L132-1 à L132-9 du code de commerce.
Le Commissionnaire est celui qui agit en son propre nom, ou sous un nom social, pour le compte d'un commettant. Il se distingue du mandataire en ce sens qu'il agit en son propre nom et du courtier puisque contrairement à ce dernier il est véritablement partie au contrat qu'il conclut dans l'intérêt d'autrui.
Ainsi, la commission apparaît comme une technique de représentation des intérêts d'autrui.
Le commissionnaire doit rendre compte de sa mission au commettant et respecter les ordres et instructions de ce dernier, mais il est plus libre que ne l'est le mandataire. Néanmoins, il doit agir comme le ferait un professionnel soigneux selon les usages et la nature des marchandises sur lesquelles porte la commission.
Il n'a pas le droit de se porter contrepartie, c'est-à-dire qu'il ne peut acheter ou vendre lui-même la marchandise qu'il est chargé de vendre ou d'acheter à un tiers. Une stipulation contraire est cependant possible.
Le commissionnaire doit s'acquitter de ses propres cotisations sociales.

## Privilège du commissionnaire
D'après l'article L.132-2 du Code de commerce, le commissionnaire dispose d'un privilège pour garantir les créances qu'il détient sur son commettant. 
Cette faveur accordée au commissionnaire, fluidifie les échanges commerciaux et permet à cet intermédiaire de recevoir paiement alors même qu'il ne détient plus les marchandises mise à sa disposition.
Autres 